# Bracca bajularia
Bracca bajularia là một loài bướm đêm trong họ Geometridae.

## Hình ảnh

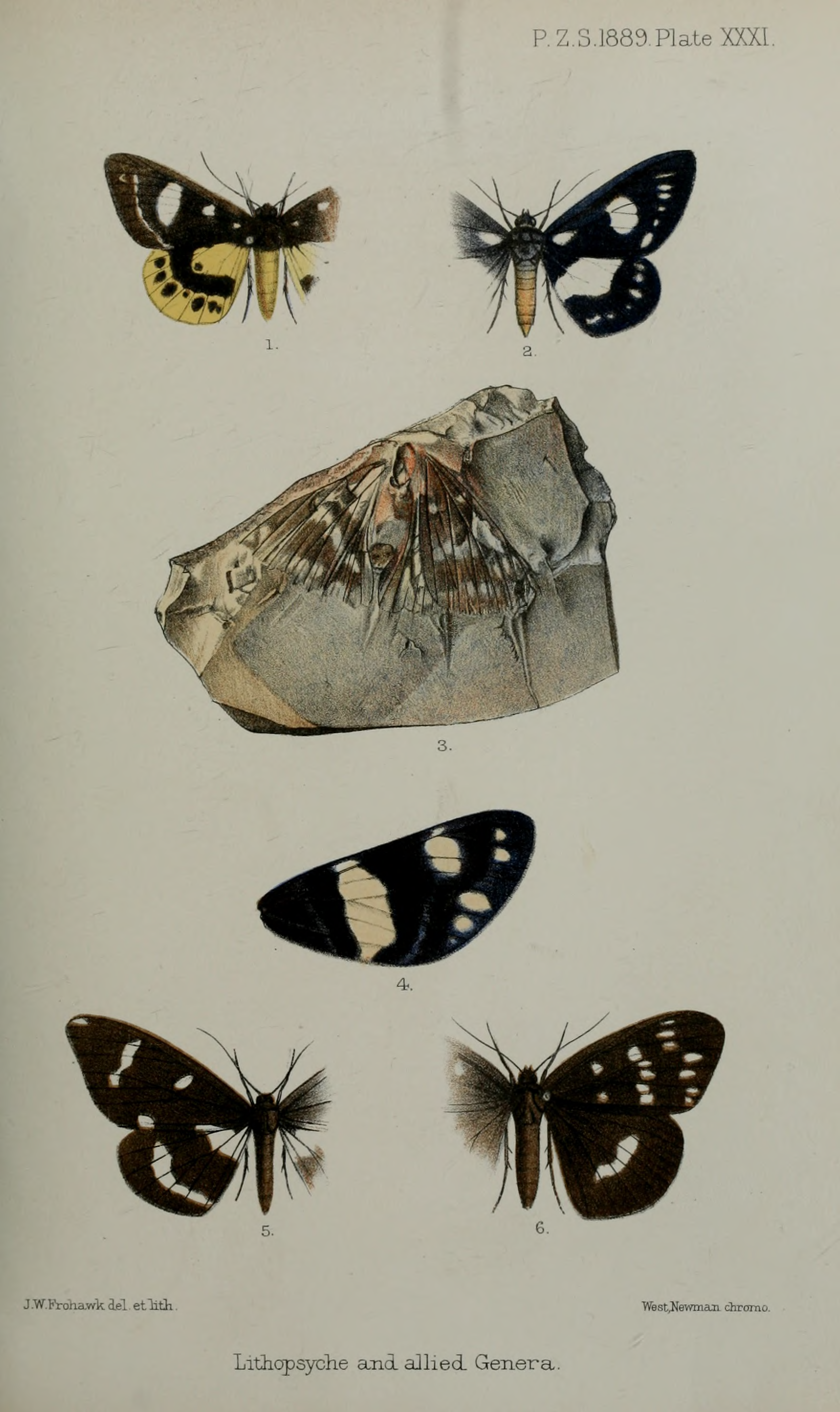